# Rosemary Kennedy
Rose Marie ”Rosemary” Kennedy (13. september 1918 – 7. januar 2005). Hun var den første datter af Joseph P. Kennedy, Sr. og Rose Fitzgerald Kennedy, der emigrerede fra Irland til USA. De fik 9 børn sammen. 
Hun var den ældste søster til John F. Kennedy. Rosemary Kennedy fik som 23-årig det hvide snit grundet episoder med voldelige humørsvingninger. Indgrebet fejlede, hvilket efterlod hende den mentale kapacitet af en 2-årig og fratog hende evnen til tale, hvorfor hun sidenhen boede på en institution.